# Adolf Maislinger
Adolf Maislinger (* 9 de diciembre de 1903 en Múnich; † 26 de abril de 1985 en Múnich) era prisionero en el Campo de concentración de Dachau.

## Biografía

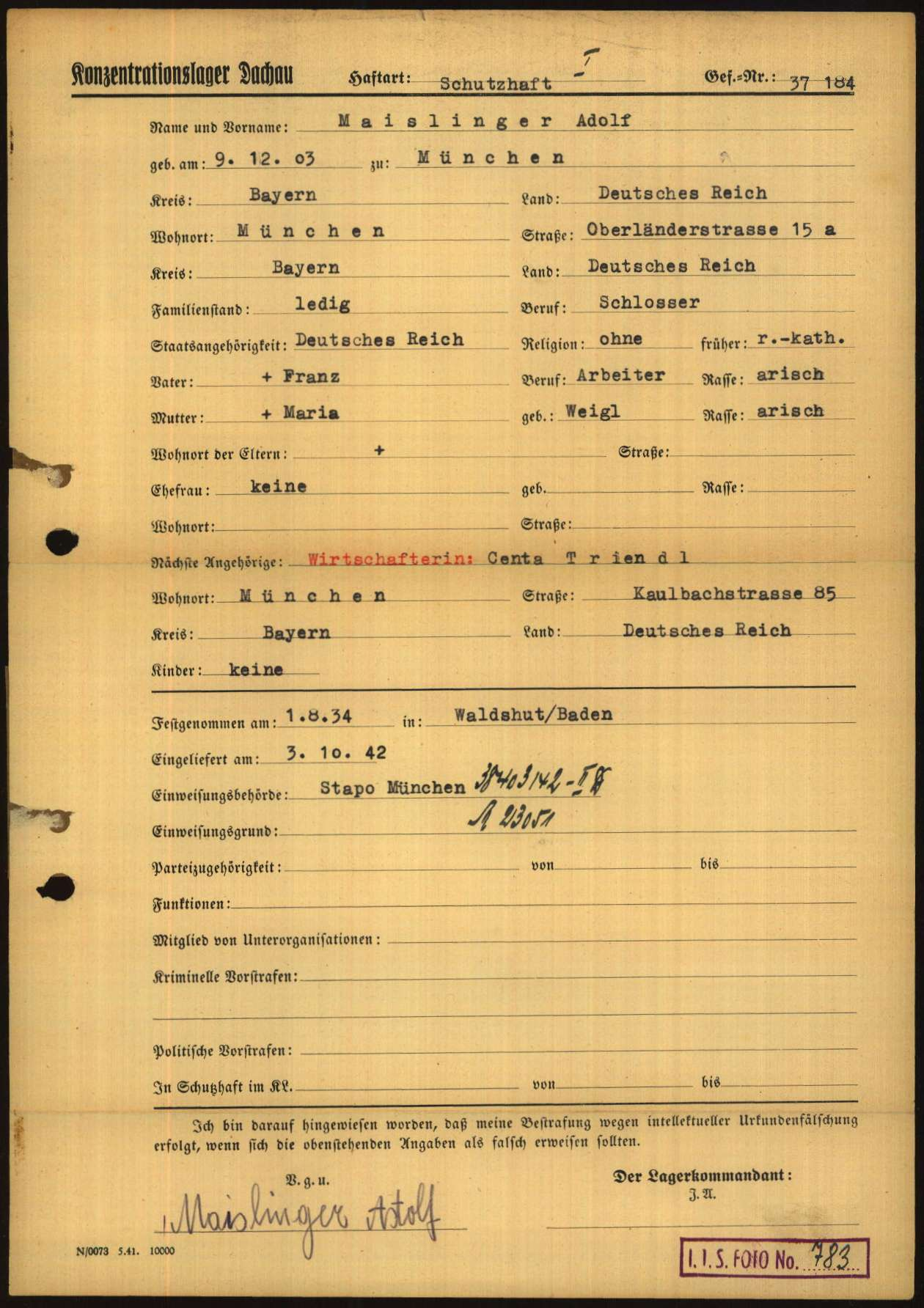
Formulario de registro de Adolf Maislinger como prisionero en el campo de concentración nazi de Dachau

Adolf Maislinger procedió de una casa paterna socialdemócrata. En 1931 se asoció al Partido Comunista de Alemania. En la illegalidad, con el seudónimo de "Bertl", era activo como mensajero. En 1935 Maislinger fue sentenciado a ocho años de presidio por "Preparación a alta traición". En 1942, fue ingresado al Campo de concentración de Dachau. Camaradas del Partido Comunista de Múnich lo ayudaron a conseguir un puesto en el comando de desinfeción. La relativa liberdad de movimientos asociada a este puesto lo permitió a comprometerse a la resistencia de nuevo.

## Literatura (en alemán)
- Hartmut Mehringer: Die KPD in Bayern 1919–1945, Vorgeschichte, Verfolgung und Widerstand. in: Martin Broszat/Hartmut Mehringer (Hrsg.): Bayern in der NS-Zeit. Band V Die Parteien KPD, SPD, BVP in Verfolgung und Widerstand. München, 1983

- Datos: Q85703